# Webmetria
La webmetria intenta mesurar la World Wide Web per aconseguir coneixement sobre el número i tipus d'enllaços, la seva estructura i els seus patrons d'ús. Segons Björneborn i Ingwersen (2004) en la traducció d'E. Orduña-Malea i Isidro F. Aguillo (2015), la webmetria és "l'estudi dels aspectes quantitatius de la construcció i ús de recursos d'informació, estructures i tecnologies a la web, sobre la base d'enfocaments bibliomètrics i informètrics". El terme webmetria (en anglès; webometrics) va ser encunyat per Almind i Ingwersen (1997).

## Mètodes
La webmetria també es defineix com "l'estudi del contingut de la web basat en mètodes principalment quantitatius propis de la investigació en ciències socials, utilitzant tècniques que no són específiques de cap camp d'estudi" (Thelwall, 2009), la qual cosa emfasitza el desenvolupament de mètodes més enllà de les ciències de la informació.

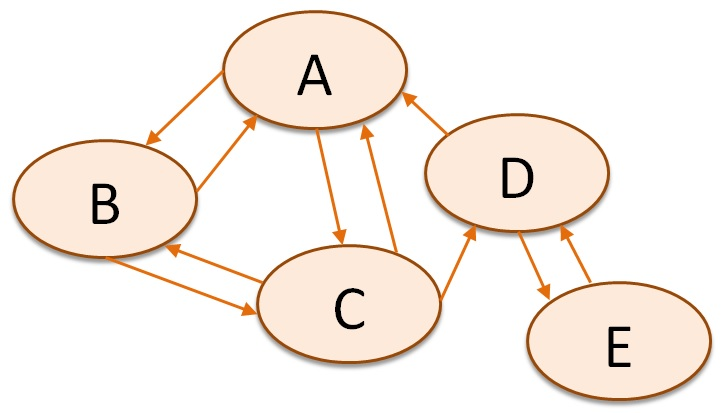
Gràfic de la relació basada en el lligam entre llocs webs, segons Mazalov (2010)

Ingwersen és un dels autors que s'hi ha dedicat més. D'ell és la mesura relativament senzilla anomenada "Factor d'Impacte del Web" (WIF) que va introduir l'any 1998. La mesura WIF pot ser definida com el nombre de pàgines web d'un lloc web que rep enllaços d'altres llocs, dividit pel nombre de pàgines publicades en el lloc web que són accessibles en els cercadors. Tanmateix però alguns estudis han posat en dubte la fiabilitat d'aquest indicador a partir de la llei potencial en la distribució d'aquestes variables. Altres indicadors similars que utilitzen la mida de la institució en comptes del nombre de pàgines web semblen de més utilitat. Són dignes de menció els rànkings universitaris webmetrics que es basen en la presència, visibilitat i accés de la universitat en la World Wide Web. Entre ells són reconeguts els que elabora el Laboratorio de Cibermetria Arxivat 2015-09-23 a Wayback Machine. del CSIC sota la direcció d'Isidro F. Aguillo sobre universitats, i també sobre centres d'investigació, hospitals, repositoris, escoles de negoci, etc.
Altres camps d'estudi relacionats són l'Etnografia virtual i la Mineria de dades. I naturalment les disciplines que avaluen la informació de manera quantitativa: Bibliometria, Informetria, Cienciometria i sobretot Cibermetria, dins la qual estaria encabida segons molts autors o fins i tot en seria sinònima per a altres.